# 232-я стрелковая дивизия (1-го формирования)
232-я стрелковая дивизия (232 сд) — воинское соединение Вооружённых Сил СССР, принимавшее участие в Великой Отечественной войне.
Боевой период: 2 июля — 27 декабря 1941 года

## История

### В начале Великой Отечественной войны
Дивизия сформирована в марте 1941 года в Харьковском военном округе.
25 июня Ставка ГК издала директиву, согласно которой в Брянске должна была быть сформирована группа армий в составе 19, 20, 21 и 22-й армий. В 21-ю армию включался 45-й стрелковый корпус, в который на этот момент входила 232-я стрелковая дивизия. Задачей группы была подготовка оборонительного рубежа главной полосы по линии Сущево, Невель, Витебск, Могилёв, Жлобин, Гомель, Чернигов, р. Десна, р. Днепр до Кременчуга.
К 8 часам 4 июля 232-я стрелковая дивизия сосредоточилась в районе западнее Гомеля и занимала противотанковую оборону на рубеже Костюковка, (иск.) Прибор, устье р. Уза, Гомель. В этот же день 66-му стрелковому корпусу (66 ск), которому к этому времени была переподчинена дивизия, было приказано подготовить главную полосу обороны по восточном берегу Днепра и не допустить его форсирования противником. Для обеспечения левого фланга 21-й армии в районе Лоева оставлялся выдвинутый туда ранее 797-й сп.
7 июля 66 ск в течение дня осуществлял частичную перегруппировку своих сил и продолжал производить укрепление днепровского берега. 232-я стрелковая дивизия перегруппировывалась к северу в направлении Жлобина.
11 июля 232-я стрелковая дивизия и 110-й полк 53-й стрелковой дивизии, закончив перегруппировку, занимали рубеж (иск.) Стрешин, Белый Берег, имея на участке (иск.) Стрешин, устье р. Березина 110 сп.

### Война в Полесье
13 июля части 21-й армии перешли в наступление, имея задачу овладеть Быховом и Бобруйском и тем самым выйти в тыл группировки противника на могилёвско-смоленском направлении. 66 ск в 10:00 форсировал Днепр и пересёк передовыми частями дорогу Горваль — Речица. 232-й стрелковой дивизии, не встретившей серьёзного сопротивления, удалось продвинуться на 80 км и овладеть переправами через р. Березину у Паричей и через р. Птичь у Глуска, где её встретили свежие силы 43-го армейского корпуса немцев.
18 июля дивизия вела упорные бои на рубеже Боровая — разъезд Королёв — Слобода. К исходу 20 числа дивизия продолжала оборонять прежний рубеж, её 797-й полк прикрывал левый фланг на участке Чёрные Броды — Протасы — Углы.
20 июля 1941 года  232-й стрелковой дивизии был передан 18-й танковый полк 32-й кавалерийской дивизии.
21 июля дивизия, будучи атакованной двумя дивизиями немцев с фронта и одной дивизией во фланг от Слуцка, к исходу дня отошла на рубеж Паричи — Слободка — Оземля. 23-24 июля 232-я стрелковая дивизия с 18-м танковым полком безуспешно атаковала в направлении Романище. 29 июля дивизия возобновила атаки в районе Паричи, при этом дошла до поля боя в районе Романище, обнаружив ранее потерянные 26 танков БТ, из них 23 сгорели и не подлежали восстановлению.
1-2 августа 232-я дивизия, к этому времени включённая в состав 3-армии, возобновила наступление в Полесье; к этому времени она имела в своём составе 4 стрелковых полка (кроме собственных 793-го, 764-го и 797-го ещё и 487-й полк ранее 143-й стрелковой дивизии), но была отбита. А 5 августа немецкие войска начали собственное наступление в Полесье, 7 июля 232-я дивизия вынуждена была оставить Шатилки и отошла к Озаричи.
По состоянию на 10 августа в дивизии числилось 8300 человек. На её вооружении состояло 5220 винтовок, 23 станковых и 62 ручных пулемёта, 10 ППД, 2 зенитных пулемёта, 22 миномёта, 18 45-мм, 21 76-мм, 4 122-мм и 29 152-мм орудий.
14 августа 232-я стрелковая дивизия вела бой севернее Горваля с задачей атаковать противника, действующего в районе Стрешин.
Немцы, продолжая наступление, стремились замкнуть кольцо с направлений Семёновка, Новгород-Северский и Гомель, Добрянка, Мена, имея целью окружение правого крыла и центра 21-й армии. На 27 августа 232-я и 75-я стрелковые дивизии удерживали рубеж Горностаевка — Янковки — Скиток.
30 августа 232-я стрелковая дивизия совместно с 75-й стрелковой дивизией вела бои у Политичей и Чудовки. 2 сентября 66 ск безуспешно пытался ликвидировать противника, прорвавшегося на восточный берег р. Снов в районе Малых Дырчин, Красных Гор и Бегача. Во второй половине дня 232-я стрелковая дивизия занимала рубеж Новые Млины — Писаревщина — Яськово.

### В составе Юго-Западного фронта
6 сентября дивизия вместе со всей 21-й армией была включена в состав Юго-Западного фронта. К утру следующего дня армия перешла к обороне по южному берегу р. Сейм на рубеже Кербатовка — Великое Устье и далее по южному берегу р. Десна на рубеже Максаковский — Воловица — Салтыкова Девица — Ковчин. 232 сд заняла рубеж (иск.) Кладьковка — (иск.) Салтыкова Девица.
10 сентября 21-я армия вела сдерживающие бои на всём фронте, производя контратаки на отдельных участках. Противник пытался развить наступление на стыках 21-й и соседних армий. 232-я стрелковая дивизия удерживала рубеж Воловица и далее по южному берегу Десны до Кладьковки, имея один полк по р. Вересочь севернее Хабаловки. 11 сентября два полка дивизии занимали рубеж Брестовец — Комаровка, третий полк оборонял высоты 135.9 и 141.1.
Утром следующего дня 21-я армия перешла в наступление своим правым флангом, перед её же центром и левым флангом стояла задача сдерживать противника боями. 66 ск вёл бой на рубеже Сиволож — Кошелевка — Веркиевка.
В течение второй половины дня 13 сентября и в ночь на 14 сентября 21-я армия вела упорные бои с противником, наносившим главный удар в направлении Ивангорода и Ични. К утру 66 ск занимал фронт в районе Омбыш — Хорошее Озеро — Бурховка.
15 сентября немцы сомкнули кольцо вокруг 5-й, 21-й, 26-й и 37-й советских армий, образовав тем самым киевский котёл. В ходе его ликвидации 232-я стрелковая дивизия была уничтожена. Официально расформирование произошло 27 декабря 1941 года.

## Состав
- 764-й стрелковый полк
- 793-й стрелковый полк
- 797-й стрелковый полк
- 676-й лёгкий артиллерийский полк
- 708-й гаубичный артиллерийский полк
- 23-й отдельный истребительно-противотанковый дивизион
- 286-й отдельный самоходно-артиллерийский дивизион
- 303-й отдельный разведывательный батальон
- 392-й сапёрный батальон
- 698-й отдельный батальон связи
- 377-й медико-санитарный батальон
- 323-я отдельная рота химзащиты
- 692-й автотранспортный батальон
- 349-я полевая хлебопекарня
- 658-я полевая почтовая станция
- 525-я полевая касса Госбанка

## Подчинение
| На дату    | Фронт (округ)     | Армия      | Корпус                 |
| ---------- | ----------------- | ---------- | ---------------------- |
| 22.06.1941 | Резерв Ставки ГК  | -          | -                      |
| 01.07.1941 | Резерв Ставки ГК  | 21-я армия | 66-й стрелковый корпус |
| 10.07.1941 | Западный фронт    | 21-я армия | 66-й стрелковый корпус |
| 01.08.1941 | Центральный фронт | 3-я армия  | 66-й стрелковый корпус |
| 01.09.1941 | Брянский фронт    | 21-я армия | 66-й стрелковый корпус |

## Командиры
- Пузиков Иван Михайлович (март — июль 1941).
- Недвигин Семён Иванович (июль — сентябрь 1941), генерал-майор.